# Modisimus texanus
Modisimus texanus là một loài nhện trong họ Pholcidae. Loài này được phát hiện ở Hoa Kỳ và México.